# كتلة شمسية
الكتلة الشمسيّة (رمزها بالعربية: ك☉ ) وحدة قياس تستعمل في الفيزياء الفلكية وعلم الفلك لقياس بشكل تقاربي كتلة النجوم وغيرها من أجسام الكون كالمجرات. الكتلة الشمسية الواحدة تساوي كتلة الشمس كما تساوي حوالي 332.950 مرة كتلة الأرض. رمزها التقليدي
وقيمتها هي:
ك☉ = (1.98847±0.00007)×1030 كـغ